# Acheuléen
Acheuléen (francuski) je kultura starijega paleolitika, nazvana po nalazištu kod francuskoga grada Saint-Acheula kraj Amiensa. Razvila se iz olduvienske kulture (olduvien) prije približno 1,7 milijuna godina i velikim je dijelom nepromijenjena trajala sve do približno 250 000 godina prije sadašnjosti. Bila je raširena na području Afrike, Europe i zapadne Azije. Tradicija izradbe starijepaleolitičkog oruđa karakterističnoga po obostrano obrađenim ručnim klinovima koji potječu od vrste pračovjeka Homo erectus. (abbevillien).
U Hrvatskoj su nalazi acheuléenske kulture pronađeni u Punikvama kraj Ivanca i u Donjem Pazarištu u Lici.